# Bielawka (dopływ Mlecznej)
Bielawka – struga w województwie śląskim, prawy dopływ rzeki Mlecznej.
Bierze swój początek w Mikołowie, następnie przepływa przez las Gniotek i w Katowicach wpada do Mlecznej. Ma długość około 2 kilometrów, z czego 1,9 kilometra na terenie Katowic. Powierzchnia zlewni wynosi 3,4 km². W Bielawce żyją ryby takie jak: tawada oraz płoć.

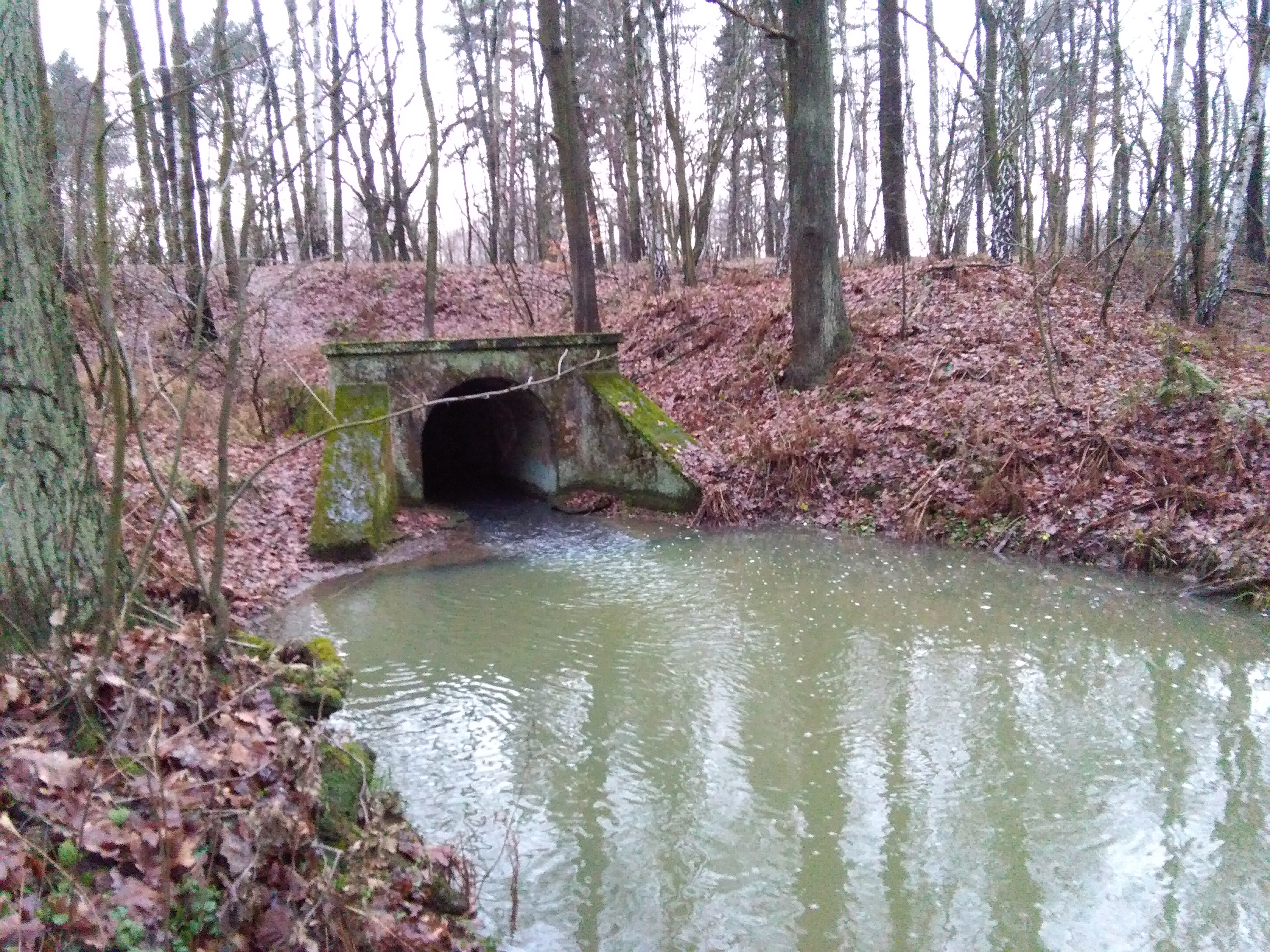
„Mały Most” w lesie Gniotek